# Пресенилины
Пресенилины — семейство трансмембранных белков, составляющих часть протеазного комплекса γ-секретазы. В геноме позвоночных содержатся два гена, кодирующих пресенилины: PSEN1 кодирует пресенилин 1, а PSEN2 — пресенилин 2. У человека эти гены расположены, соответственно, на 14-й и 1-й хромосомах. Оба гена эволюционно консервативны — отмечены лишь небольшие отличия между пресенилинами крысы и человека. В организме нематоды Caenorhabditis elegans также существуют два белка, напоминающие пресенилины и, судя по всему, выполняющие сходные функции, — sel-12 и hop-1.
Мутации в пресенилинах приводят к раннему началу болезни Альцгеймера.